# عبد الله بوكرم
عبد الله خايمي بوكرم أورتيز (ولد في 20 شباط / فبراير ، 1952م في غواياكيل) سياسي ومحامي من الإكوادور من أصل لبناني كان رئيس الإكوادور من 10 أغسطس 1996 حتى 6 فبراير 1997. لُقِّب عبد الله بوكرام بـ (El Loco Que Ama:المجنون المُحِب) وهو لقب دافع عنه بنفسه وأُقيل من منصبه بعد أن أعلن الكونغرس الوطني للإكوادور [الإنجليزية] في 12 فبراير 1997 أنه غير لائق عقليًا للحكم. يدعي بوكرم براءته اليوم بعد أن رُفضت جميع القضايا المرفوعة ضده. عاش في المنفى في بنما بموجب قوانين اللجوء السياسي ثم عاد إلى الإكوادور في عام 2017 عندما استقطت التهم الموجهة إليه.

## سيرته وحياته السياسية
بوكرم هو حفيد أحد المهاجرين اللبنانيين. أحب منذ الصغر لعب كرة القدم في شوارع غواياكيل، وأصبح معلقا رياضيا ناجحاً وكسب شهادة في التربية البدنية. إضافة إلى كونه مدرسا للرياضة البدنية، وحصل على درجة في القانون وسرعان ما بدأ حياته السياسية. وكان يقيم في شمال كنيدي، وكان ابن شقيق السياسي «أسعد بوكرم»، الذي كان رئيس بلدية غواياكيل، شقيقته مارثا بوكرم، كانت متزوجة من الرئيس السابق خايمي أغيليرا.

## بداية حياته السياسية
كان رئيس بلدية غواياكيل، ومؤسس وعضو في حزب رولادو سيست الإكوادوري.

## الحملة الانتخابية الرئاسية 1996
المرشح عبد الله بوكرم أورتيز انتخب رئيسا للإكوادور. بعد أن هزم مرشح الحزب الاجتماعي كريستيانو خايمي نيبوت بفارق ضئيل بنحو 20000 صوتاً. الانتخابات اتسمت بنهاية سباق متقارب لصالح بوكرم الذي كثيراً ما انتُقِد لإنفاق المزيد من الوقت في الغناء والرقص في لقاءات الحملة الانتخابية بدل الحديث عن القضايا المهمة. ولكن في النهاية بوكرم ألقى أحاديثاً على أحوال «بريميرو لوس بوبرس» (وأهم أولوياته الفقراء) وقد تبين أنها العامل الحاسم في بلد يعيش فيه ما يزيد عن 65 ٪ من السكان في فقر، وحيث أن كل مواطن يجب عليه التصويت حسب القانون، كان واضحاً أن المرشح الذي نجح في ندائه للفقراء، من شأنه أن تكون له ميزة.
وخلال الحملة بوكرم أظهر قدرة خارقة على التحدث إلى الناس في مختلف الطبقات المختلفة بل والمتناقضة. ومن الأمثلة على ذلك أنه كان عاري الصدر في أحد المدن الساحلية والتي وعدها بالغد الأفضل وقام يسكب البيرة على طريقة أهلها، وهو يرتدي بنطالاً قصيراً ملقياً كلماته بهدوء موجهةً لرجال الأعمال، ومن جهةٍ أخرى يُذكر أنه عند إعلان التبرعات الأخوية رقص مع مجموعات من السكان الأصليين في شرق ايل ، باختصار بوكرم جعل كثيراً من الناس يشعرون كما لو أنه واحدٌ منهم.

## فترة الرئاسة
الرئيس عبد الله بوكرم قضى فترة رئاسية من آب / أغسطس 10 ، 1996م إلى 6 شباط / فبراير 1997م. قد خصص خلالها منصب نائب الرئيس لروزاليا أرتيغا. وفي غضون أشهر قد قام بوكرم باختلاس الملايين من الدولارات من الأموال العامة، فطرده المؤتمر الشعبي من رئاسة الإكوادور بتهمة «العجز العقلي». وأصدر مجلس الشيوخ قراراً ينص عليه الدستور بالنزع من الكرسي، وعين زعيم المجلس فابيان ألاركون في مكانه ، وقد تم تجاوز نائب الرئيس روزاليا أرتيغا.

## روابط خارجية
- عبد الله بوكرم على موقع الموسوعة البريطانية (الإنجليزية)
- عبد الله بوكرم على موقع مونزينجر (الألمانية)
- عبد الله بوكرم على موقع أوليمبيديا (الإنجليزية)